# Tademait-Plateau

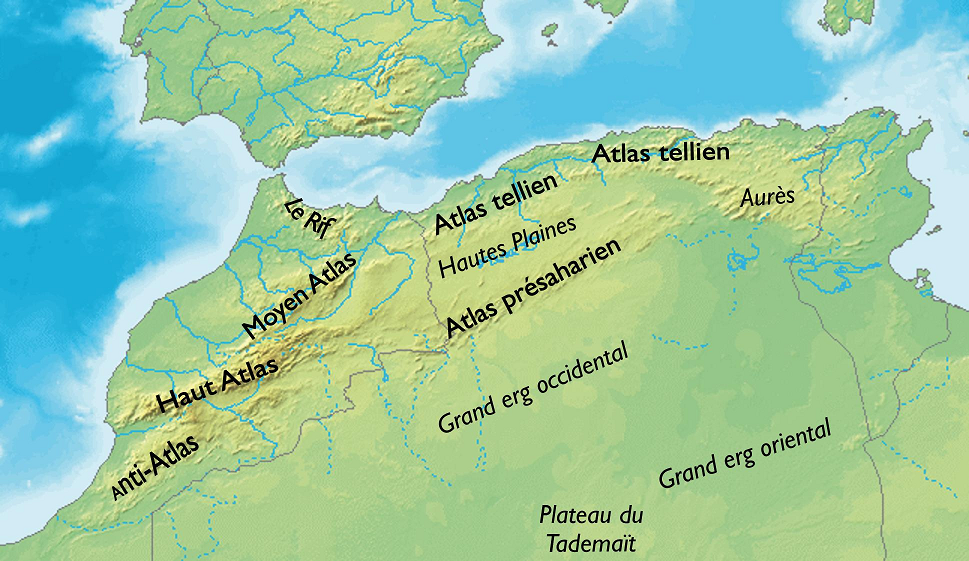
Übersichtskarte der Gebirge in Algerien

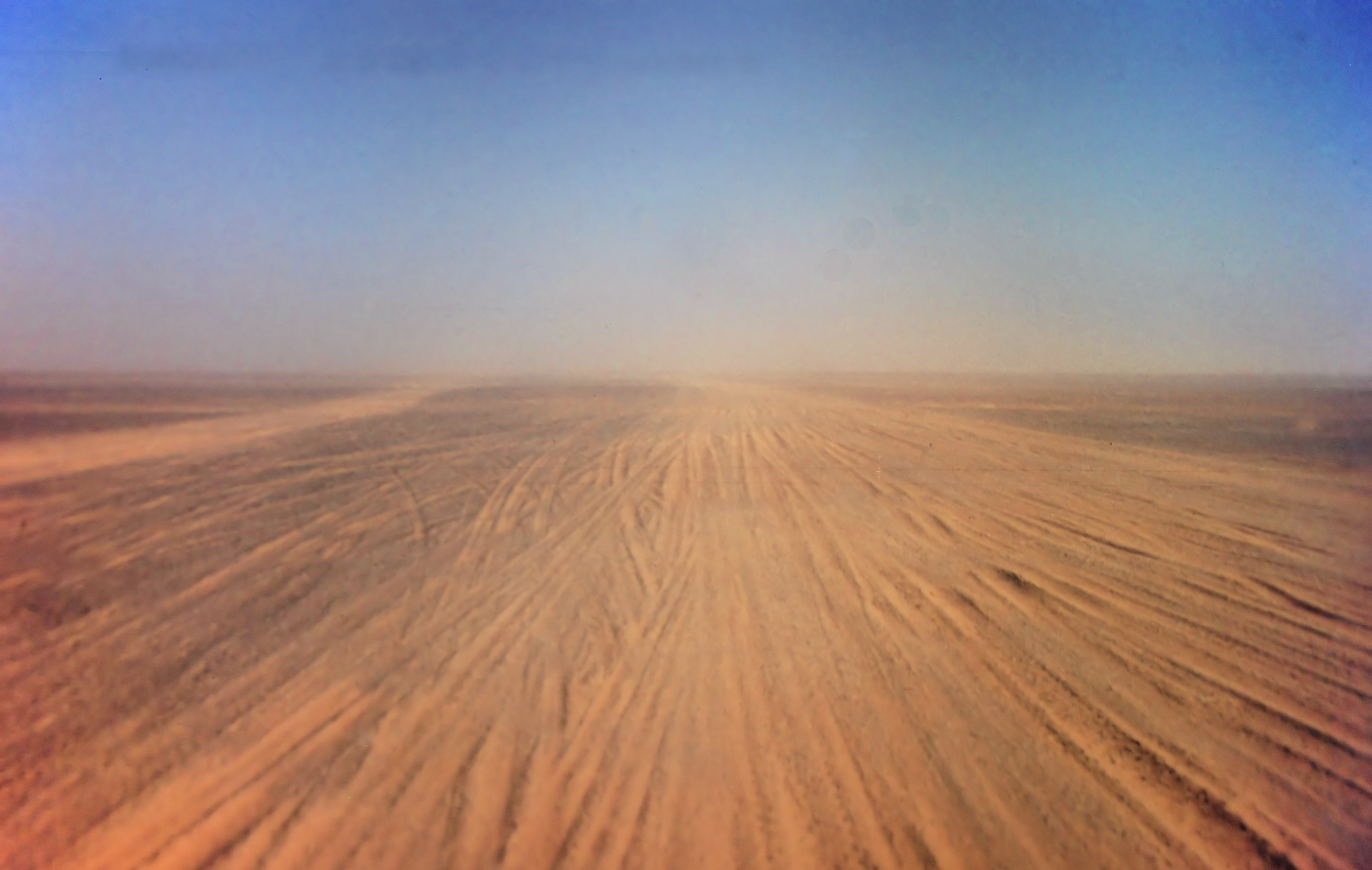
Die Hauptstraße Algier - Tamanrasset über das Tademait-Plateau, 1973 noch nicht asphaltiert

Das Tademait-Plateau (französisch: Plateau du Tademaït, „Garten des Satans“) ist eine Hochebene (Geländeform, T-hypsographisch) in der Provinz In Salah, Algerien.
Das Tademait-Plateau ist ein trostlos erscheinendes, unabsehbar sich erstreckendes Wüstengebiet, das durch ausgeschiedene Metalloxide in Steinen, Kies und Sand „schwarz“ wirkt und nahezu keine Vegetation aufweist. Die Hochfläche umfasst etwa 10.000 km². Zeugenberge flankieren die Hochfläche.
Das Plateau liegt auf einer durchschnittlichen Höhe von 620 m über dem Meeresspiegel. Darüber führt die klassische Sahara-Route „N 1“ über Tamanrasset in den Niger (als Teil des Algier-Lagos-Highway). Am Rand des Plateaus liegt im Norden das heute verlassene Kastell Fort Miribel der französischen Fremdenlegion, im Süden die Stadt In Salah. Nördlich der Hochfläche liegt die Stadt El Meniaa. Das Tademait-Plateau wird von einem großen Wadi in Nordost-Richtung durchzogen. Entlang der Piste durch das Plateau liegt ein artesischer Brunnen, der Warmwasser fördernde Hassi Maroket. Es gibt etliche weitere Brunnen, aus denen die Nomaden ihr Wasser schöpfen.
Kurz vor In Salah wird das dunkle Grün der Palmenhaine sichtbar. Vor dem Flugplatz der Stadt führt eine Abzweigung nach Osten zur Oase Foggâret ez Zoûa. Die umliegenden Gärten werden durch Foggaras bewässert. In der weiteren Umgebung gibt es versteinerte Bäume.